# 阿爾諾湖 (摩爾曼斯克州)
69°9′46″N 33°10′28″E / 69.16278°N 33.17444°E
阿爾諾湖（俄语：Арно），是俄羅斯的湖泊，位於該國西北部，由摩爾曼斯克州負責管轄，面積3.58平方公里，海拔高度57米，湖岸線長度25.8公里，平均水深12米，最大水深45米。